# Flor da Mina do Andaraí
Clube Carnavalesco Escola de Samba Unidos da Flor da Mina do Andaraí ou simplesmente Flor da Mina do Andaraí é uma escola de samba sediada no bairro do Andaraí, na Zona Norte da cidade do Rio de Janeiro. Foi fundada em 12 de dezembro de 1962, oriunda do bloco Flor da Mina do Andaraí, tetracampeão do Grupo A dos Blocos. 
Seu padroeiro é São Sebastião.

## História
A Flor da Mina teve sue primeira participação como Escola de Samba nos desfiles Oficiais no ano de 1993, consagrando-se a vitoriosa com o enredo Alô seu Garcia: De Conversa em Conversa, Desce outra Garçom.
O sucesso veio novamente em 1995, ocasião do enredo Verde e Rosa, Porque não?
Em 1996 a escola conquistou o bicampeonato com o enredo Deus Baco – O Vinho Nosso de Cada Dia. No entanto, a ascensão meteórica da escola do Andaraí seria barrada por uma série de eventos dignos das bandas de rock americanas.
No mesmo ano de 1996, o fundador Carlinhos Melodia deixa o Andaraí para retornar à Lins Imperial, passando a presidência a José Augusto Rello da Souza, homem de confiança de Miro Garcia em maio de 1996.
Em 1996, o presidente da agremiação faleceu, o que causou uma grande comoção, forçando a interrupção das participações nos desfiles oficiais. A Flor da Mina manteve suas atividade restritas à comunidade do Andaraí, sendo administrada por integrantes da própria comunidade.
Após várias tentativas de se formar uma diretoria, em meados de 2002 aconteceu o retorno do fundador Carlinhos Melodia, que logo conseguiu trazer pessoas que garantiram o retorno da Flor da Mina aos desfiles oficiais, o que aconteceu logo no carnaval seguinte, voltando a ser reintegrada à AESCRJ em 2003.
Ao retornar, foi reintegrada às competições no equivalente à Sexta Divisão do Carnaval daquele ano.
O sucesso alcançado foi além das expectativas, já que a Escola havia interrompido suas atividades por seis longos anos. No primeiro desfile, sagrou-se Campeã, com nota máxima em todos os quesitos, desenvolvendo o Enredo: São Gonçalo Visita São Sebastião e Conta sua História.
Grande sinal de que a Escola estava no caminho certo, foi o desfile do ano seguinte (2004) com o Enredo: O Carnaval Ganhou Mais Vida com a Influencia Africana Através do Salgueiro, alcançando o bicampeonato e quarto título como Escola de Samba sob a Direção de Carlinhos Melodia, também conquistando a pontuação máxima em todos os quesitos!!
O ano de 2005 marca a grande vitória da Escola, pois, ao desfilar pelo Grupo C da AESCRJ, sagra-se Vice-Campeã do Grupo, conquistando o direito de retorno ao palco máximo do Carnaval Carioca com o Enredo: Andira-y, contando a história do bairro onde a Escola nasceu e homenageando o grande empresário dos transportes que vinha acolhendo a Escola, o Sr. Jacob Barata, pela sua importância no desenvolvimento socioeconômico do bairro.
No carnaval seguinte, a Flor da Mina recebeu força total da Família Barata e de vários empresários que não mediram esforços para manter a escola na Marquês de Sapucaí.[carece de fontes?] Com o Enredo: Da Cadeirinha ao Metro eu também vou... de autoria de Eurico Galhardi e Rosane Barata, a Escola obteve a 8ª colocação e permaneceu no Grupo de Acesso B (3ª Divisão).
Em 2007 obteve somente a 14ª colocação, fazendo-a retornar para o Grupo de Acesso C (4ª Divisão), devido à falta de compromissos de profissionais que não entregaram fantasias para o desfile.[carece de fontes?]
Em 2008, a escola foi para a Estrada Intendente Magalhães com um enredo de autoria da mesma dupla, que abordava a ideologia do negro na Região dos Lagos do Estado do Rio de Janeiro. Para confeccionar o Carnaval, a Flor da Mina contratou o experiente carnavalesco Rodrigo Sampaio que em parceria com o debutante Diangelo Fernandes, conquistam a 4ª colocação.
Em 2009, aproveitou seu melhor momento em termos de organização, e, ao contar o Enredo: Eu Era Feliz e Não Sabia… comandada pelos carnavalescos Rodrigo Sampaio e Diangelo Fernandes, sobre a influência da infância nas brincadeiras adultas, conseguiu o Vice-Campeonato do Grupo de Acesso C (4ª Divisão), e conquistou o grande sonho de retornar ao carnaval da Marquês de Sapucaí.
Em 2010, a escola escolheu o enredo Vela, ainda sob a orientação carnavalesca de Rodrigo Sampaio. Voltou com vontade para o Grupo de Acesso B (3ª Divisão), mas novamente prejudicada pelas fantasias, terminou apenas na 12ª posição, sendo assim rebaixada para a 4ª divisão.
Em 2011, a Escola viu o moral cair após o rebaixamento. A Escola acostumada com títulos em sequência fez um desfile irreconhecível e terminou o carnaval deste ano na 15ª colocação, sendo relegada ao Grupo de Acesso D (5ª Divisão).
Em 2012, homenageou a ex-baluarte da Mangueira Dona Zica, com o Enredo: Eternamente, Tia Zica da Mangueira, comandada novamente pelo carnavalesco Rodrigo Sampaio. A Flor da Mina do Andaraí abriu a noite de desfiles, mas teve graves problemas e só conseguiu iniciar seu desfile com mais de dez minutos de cronômetro rolando. Sua alegoria estava inacabada, a bateria desfilou sem fantasias e não houve ala de baianas. Como resultado, ficou no final da tabela.
Em 2013, a Flor da Mina desfilou após um incêndio no barracão em outubro de 2012. O desfile apresentou diversos problemas, principalmente com as fantasias, valendo a penúltima colocação. Entretanto, conseguiu ganhar na Justiça o direito de permanecer no Grupo de Acesso D (5ª Divisão) com as outras duas escolas que terminaram nas três últimas posições.
Em 2014, não desfilou por conta de um imbróglio jurídico com a AESCRJ.
Em 2015, foi a penúltima a desfilar pela Série D (5ª Divisão). Contou a história dos Bandeirantes em busca de riquezas nas nossas terras e terminou na 10º posição dentre 12 escolas, livrando-se do rebaixamento para a nova Série E (6ª Divisão).
Em 2016, a Flor da Mina teve sua administração completamente renovada e trouxe de volta o carnavalesco Clóvis Costha. O desfile teve um nível mais elevado e sem dúvidas foi o melhor dos últimos 5 anos, o que lhe garantiu o título.
Em 2017, a Flor da Mina foi a décima a entrar na Avenida e se apresentou com 600 componentes. O intérprete Eduardo Dias soltou a voz com emoção ao apresentar o samba-enredo de 2017. Com a força do samba dos compositores Fabio de Deus, Erivelto Silva e Edu Casa Leme, a escola passou com muita alegria, animação e evolução. Outro ponto alto do desfile foi a comissão de frente comandada pelo coreógrafo Márcio Elias, a qual representou a “Super mãe brasileira” e as “tarefas do dia a dia de uma super mãe solteira”. A Flor da Mina mostrou bom gosto nas fantasias de várias alas, com destaque para as dos casais de mestre-sala e porta-bandeira, Gerson Anjos/Grazy Alves; Francisco Alves/Estefanny. Os figurinos dos destaques do abre-alas também mereceram menção positiva. A rainha de bateria usou luz de neon no figurino dourado, abrilhantando a bateria do mestre George Ferreira, a qual manteve o ritmo durante o andamento do desfile. Infelizmente a Flor da Mina estourou o tempo de desfile em dois minutos e acabou perdendo 2,2 pontos. Ao final da apuração, a Flor da Mina amargou a última posição (14º lugar). Mesmo se não tivesse perdido pontos, terminaria no 11º lugar e, ainda assim, seria rebaixada.
Em 2018, levou o enredo sobre os irmãos santos Cosme e Damião à Intendente, mesmo com um samba animado e com a escola apresentando uma harmonia não vista em anos foi rebaixada novamente. 
Em 2019 após não querer se licenciar à ACAS, nova entidade que passou a reger os desfiles da Série E, comprou a vaga da Unidos das Vargens e assim, passou a desfilar na Série C com o nome fantasia temporário de Unidos da Flor da Mina do Andaraí.
Em 2020, com a reorganização dos grupos da LIESB, a escola foi realocada no Grupo Especial da Intendente Magalhães, equivalente à terceira divisão do Carnaval. 

## Segmentos

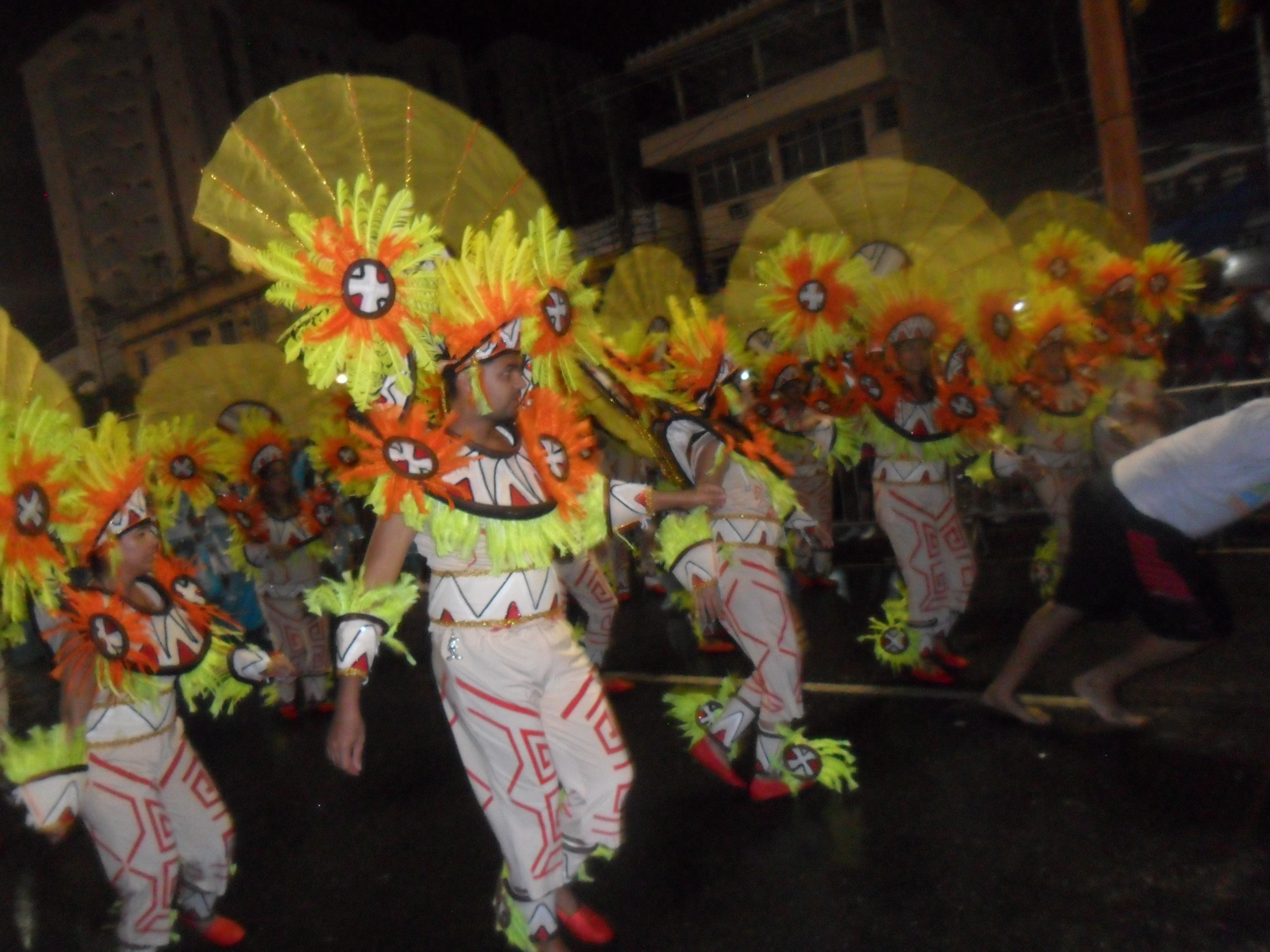
Imagem do desfile de 2015.

### Presidência
| Presidente        | Mandato                | Referência |
| ----------------- | ---------------------- | ---------- |
| 1997 - 2002       | Renato Rodrigues       | [ 7 ]      |
| 2002 - 2012       | Carlinhos Melodia      | [ 7 ]      |
| 2016 - 2018       | Pedrinho da Flor       | [ 8 ]      |
| 2018 - 2019       | Eduardo Casa Leme      |            |
| 2019 -            | Raimundo Neto "Cebola" | [ 4 ]      |
| 2020 - atualidade | Leandro Azevedo        |            |

| Presidente de honra | Mandato                   | Referência |
| ------------------- | ------------------------- | ---------- |
| ? - atualidade      | Nivaldo Dias “Passarinho" | [ 4 ]      |

### Intérpretes

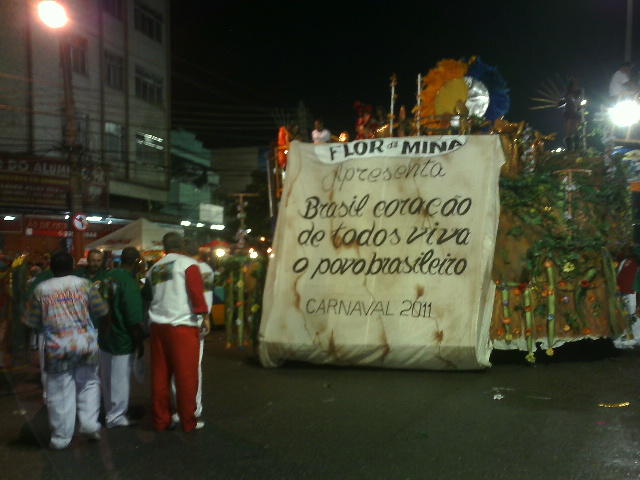
Carro abre-alas da escola, no desfile de 2011.

| Período       | Intérprete oficial | Ref.  |
| ------------- | ------------------ | ----- |
| 1993-2004     | Bello do Andaraí   |       |
| 2005          | David do Pandeiro  | [ 9 ] |
| 2006–2013     | Carlos Júnior      |       |
| 2015          | Carlinhos Aniceto  |       |
| 2016-2019     | Eduardo Dias       |       |
| 2020–presente | Niu Souza          | [ 4 ] |

### Comissão de Frente
| Coreógrafo(a)  | Período   | Ref.   |
| -------------- | --------- | ------ |
| Fábio Batista  | 2013      | [ 10 ] |
| Marcio Elias   | 2016-2017 |        |
| Hayane Larissa | 2018-2020 | [ 4 ]  |

### Mestre-sala e Porta-bandeira
| Período     | Casal                           | Ref.   |
| ----------- | ------------------------------- | ------ |
| 2013        | Bianca e Wagner                 | [ 10 ] |
| 2015        | Paulo Marcelo e Gleyce          |        |
| 2016-2017   | Gerson Anjos e Grazy Santos     |        |
| 2018        | Francisco Alves e Grazy Santos  |        |
| 2019        | Gerson Anjos e Tamires Ribeiro  |        |
| 2020 -atual | Matheus Silva e Tamires Ribeiro | [ 4 ]  |

### Bateria
| Diretor de bateria | Período                       | Ref.   |
| ------------------ | ----------------------------- | ------ |
| 2013               | Ivanzinho                     | [ 10 ] |
| 2015               | Jorge Bode                    | [ 8 ]  |
| 2016               | George                        |        |
| 2017-2018          | Marquinhos                    |        |
| 2019               | Jorge Bode                    |        |
| 2020               | Gegê Ferreira e Marcos Osório | [ 4 ]  |

| Rainha de bateria | Período     | Ref.   |
| ----------------- | ----------- | ------ |
| 2008-2009         | Dani        | [ 11 ] |
| 2010-2013         | Luana Herdy |        |
| 2016              | Mery Pires  |        |
| 2017-presente     | Joyce Elias | [ 4 ]  |

### Direção
| Período   | Diretores de carnaval           | Ref.   |
| --------- | ------------------------------- | ------ |
| 2013      | Célio Gouvêia                   | [ 10 ] |
| 2015-2017 | Fábio Batista                   |        |
| 2018-2019 | Fábio de Deus                   |        |
| 2020      | Ransey Ribeiro e Marcelo Chaves | [ 4 ]  |

| Diretores de harmonia            | Período     | Ref.   |
| -------------------------------- | ----------- | ------ |
| Jorge Justino                    | 2013        | [ 10 ] |
| Ransey Ribeiro e Magno Alexandre | 2016        |        |
| Ransey Ribeiro                   | 2017-2018   |        |
| Luciana Correa                   | 2019 - 2020 | [ 4 ]  |

## Carnavais
| Flor da Mina do Andaraí                                                                                               | Flor da Mina do Andaraí                                                                                               | Flor da Mina do Andaraí                                                                                               | Flor da Mina do Andaraí | Flor da Mina do Andaraí                                                                                               | Flor da Mina do Andaraí |
| Ano | Colocação | Grupo | Enredo | Carnavalesco | Ref.                    |
| --- | --- | --- | --- | --- | ----------------------- |
| 1993 | Campeã | Desfile de Avaliação                                                                                                  | "Alô alô seu Garcia, de conversa em conversa, desce outra, garçom" | Clóvis Costha | [ 12 ]                  |
| 1994 | 6.º Lugar | Grupo C (quarta divisão)                                                                                              | "Parabéns pra você" | Clóvis Costha | [ 13 ]                  |
| 1995 | Campeã | Grupo 1 (quarta divisão)                                                                                              | "Verde e rosa, por que não?" | Clóvis Costha | [ 14 ]                  |
| 1996 | 7.º Lugar | Grupo C (quarta divisão)                                                                                              | "De Baco para os homens, o vinho nosso de cada dia" | Clóvis Costha |                         |
| A escola não desfilou entre 1997 a 2002                                                                               | | | | |                         |
| 2003 | Campeã | Grupo E (sexta divisão)                                                                                               | "São Gonçalo visita São Sebastião e conta sua história" | Clóvis Costha |                         |
| 2004 | Campeã | Grupo D (quinta divisão)                                                                                              | "O carnaval ganhou mais vida com a influência africana através do Salgueiro" | Clóvis Costha |                         |
| 2005 | Vice-campeã | Grupo C (quarta divisão)                                                                                              | "Andara-Y, uma celebridade adocicada com 400 anos de história" (Samba-enredo composto por Totonho, David, Silvão e Carlos Aniceto)                                                                             | Clóvis Costha |                         |
| 2006 | 8.º Lugar | Grupo B (terceira divisão)                                                                                            | "O direito de ir e vir. Da aldeia do Andira-Y, da Cadeirinha ao Metrô, eu também vou..." (Samba-enredo composto por Totonho, David, Carlinhos Aniceto, Evaristo e Márcio Silva)                                | Clóvis Costha |                         |
| 2007 | 14.º Lugar (Rebaixada)                                                                                                | Grupo B (terceira divisão)                                                                                            | "João Maria José Francisco Xavier de Paula Luis Antônio Domingos Rafael - O grande estadista do Brasil" (Samba-enredo composto por Joel Simpatia, Jorge Macumba, Paulinho do Táxi, Pierrot e Paulinho da Área) | Clóvis Costha e Marcello Portela                                                                                      |                         |
| 2008 | 4.º Lugar | Grupo C (quarta divisão)                                                                                              | "O sonho não vai sucumbir, sou Costa do Sol, herança de Zumbi" | Diangelo Fernandes |                         |
| 2009 | Vice-campeã | Grupo RJ-2 (quarta divisão)                                                                                           | "Eu era feliz e não sabia..." | Rodrigo Sampaio e Diangelo Fernandes                                                                                  |                         |
| 2010 | 12.º Lugar | Grupo RJ-1 (terceira divisão)                                                                                         | "Vela" (Samba-enredo composto por Sarito da Mallet, Lalai, Charlinho, Zezinho, Madalena, Pedro Miranda, Beléu e Danilo Maciel)                                                                                 | Rodrigo Sampaio |                         |
| 2011 | 15.º Lugar (Rebaixada)                                                                                                | Grupo C (quarta divisão)                                                                                              | "Brasil coração de todos. Viva o povo brasileiro" | Comissão de Carnaval                                                                                                  |                         |
| 2012 | 13.º Lugar | Grupo D (quinta divisão)                                                                                              | "Eternamente, Tia Zica da Mangueira" | Rodrigo Sampaio |                         |
| 2013 | 11.º Lugar | Grupo D (quinta divisão)                                                                                              | "Flor da Mina, cinco décadas de histórias numa trajetória cheia de glórias..." (Samba-enredo composto por Mario da Ponte, Sarito da Malet, Lalai de Manguariba, Nelinho, Condongo do Lins e Sapo da Ribeira)   | Rodrigo Sampaio | [ 15 ]                  |
| 2014 | A escola não desfilou                                                                                                 | A escola não desfilou                                                                                                 | A escola não desfilou | A escola não desfilou                                                                                                 |                         |
| 2015 | 10.º Lugar | Série D (quinta divisão)                                                                                              | "Os bandeirantes e as pedras verdes" (Samba-enredo composto por Pedrinho da Flor, Djalma Rodrigues e Ricardo Neves)                                                                                            | Clóvis Costha | [ 16 ] [ 8 ]            |
| 2016 | Campeã | Série D (quinta divisão)                                                                                              | "A Flor da Mina se veste nas sete cores do arco-íris para Oxumarê passar" | Clóvis Costha | [ 17 ]                  |
| 2017 | 14.º Lugar (Rebaixada)                                                                                                | Série C (quarta divisão)                                                                                              | "Mães do Brasil... Histórias de luta, esperança e amor... Na passarela do carnaval a vocês... uma flor!" | Clóvis Costha |                         |
| 2018 | 11.º Lugar (Rebaixada)                                                                                                | Série D (quinta divisão)                                                                                              | "Hoje tem doce! Tem Cosme! Hoje tem alegria! Tem Damião! É dia de festa e fé no Andaraí!" | Fábio de Deus | [ 18 ]                  |
| 2019 | 11.º Lugar | Série C (quarta divisão)                                                                                              | "Floresta da Tijuca - Onde se viu nascer a minha flor" (quarta divisão) | Marco Aurélio Assunção                                                                                                | [ 19 ]                  |
| 2020 | 16.º lugar | Especial da Intendente (terceira divisão)                                                                             | "O clamor de Mandela" Compositores:Pedrinho da Flor, Fionda, Fadico, Lequinho e Rildo Seixas | Fábio Henriques | [ 4 ]                   |
| Inicialmente adiados para o mês de julho, os desfiles do Carnaval 2021 foram cancelados devido a pandemia de Covid-19 | Inicialmente adiados para o mês de julho, os desfiles do Carnaval 2021 foram cancelados devido a pandemia de Covid-19 | Inicialmente adiados para o mês de julho, os desfiles do Carnaval 2021 foram cancelados devido a pandemia de Covid-19 | Inicialmente adiados para o mês de julho, os desfiles do Carnaval 2021 foram cancelados devido a pandemia de Covid-19                                                                                          | Inicialmente adiados para o mês de julho, os desfiles do Carnaval 2021 foram cancelados devido a pandemia de Covid-19 | [ 20 ]                  |
| 2022 | 6.º Lugar | LIVRES (Grupo B) | "Em romaria à Juazeiro... A Flor da Mina do Andaraí vem pedindo a bênção ao meu Padim Ciço"Compositores: Pedrinho da Flor, Lequinho, Junior Fionda, Manolo, Leo do Piso, Fadico e Niu Souza                    | Robson Goulart e Paulo 10                                                                                             | [ 21 ]                  |
| 2023 | 9.º Lugar | Série Prata (Sábado) (terceira divisão)                                                                               | Obá Xirê Compositores: Marlon Assumpção, Felipe Quirino, Hilário Pinheiro, Jota Guido Calvet, Erivelto Silva, Raoni Ventapane e Niu Souza                                                                      | Clovis Costha e Yuri Nascimento                                                                                       | [ 22 ]                  |
| 2024 | 10.º Lugar | Série Prata (Sexta-feira) (terceira divisão)                                                                          | Renascença Clube - Quilombo Urbano da Resistência Negra | Yuri Nascimento | [ 23 ]                  |
| 2025 | 28.º Lugar (Rebaixada)                                                                                                | Série Prata (terceira divisão)                                                                                        | Vento que venta lá, venta cá. Salve, o Caboclo Ventania | Clovis Costha | [ 24 ]                  |

## Títulos
A escola possui cinco títulos de campeã conquistados em grupos de acesso. Em seu desfile de estreia, no ano de 1993, conquistou o seu primeiro título, com o enredo "Alô alô seu Garcia, de conversa em conversa, desce outra, garçom". Desfilou algumas vezes no Grupo B - a terceira divisão do carnaval carioca - tendo seu melhor resultado em 2006, quando terminou em oitavo lugar. Nunca desfilou nos Grupos A e Especial, as primeiras divisões do carnaval do Rio de Janeiro.
| Títulos da Unidos da Flor da Mina do Andaraí | Títulos da Unidos da Flor da Mina do Andaraí | Títulos da Unidos da Flor da Mina do Andaraí | Títulos da Unidos da Flor da Mina do Andaraí |
| -------------------------------------------- | -------------------------------------------- | -------------------------------------------- | -------------------------------------------- |
| Grupo / Divisão                              | Grupo / Divisão                              | Títulos                                      | Carnavais                                    |
|                                              | Quarta Divisão                               | 1                                            | 1995                                         |
|                                              | Quinta Divisão                               | 3                                            | 1993, 2004, 2016                             |
|                                              | Sexta Divisão                                | 1                                            | 2003                                         |

## Premiações
Prêmios recebidos pela Escola de Samba Flor da Mina do Andaraí.
| Ano  | Prêmio              | Categoria / premiados                                                         | Divisão    | Ref.   |
| ---- | ------------------- | ----------------------------------------------------------------------------- | ---------- | ------ |
| 2004 | Troféu Jorge Lafond | Campeã do Grupo D                                                             | Grupo D    | [ 25 ] |
| 2005 | Troféu Jorge Lafond | Samba-enredo ("Andara-Y, uma celebridade adocicada com 400 anos de história") | Grupo C    | [ 26 ] |
| 2005 | Troféu Jorge Lafond | Porta-bandeira (Alcione Carvalho)                                             | Grupo C    | [ 26 ] |
| 2006 | Troféu Jorge Lafond | Velha guarda                                                                  | Grupo B    | [ 27 ] |
| 2006 | Troféu Jorge Lafond | Personalidade (Carlinhos Melodia)                                             | Grupo B    | [ 27 ] |
| 2008 | Troféu Jorge Lafond | Enredo ("O sonho não vai sucumbir, sou Costa do Sol, herança de Zumbi")       | Grupo C    | [ 28 ] |
| 2009 | Troféu Jorge Lafond | Bateria (Direção: Mestre Renato Rodrigues)                                    | Grupo RJ-2 | [ 29 ] |
| 2009 | Troféu Jorge Lafond | Ala das baianas                                                               | Grupo RJ-2 | [ 29 ] |
| 2016 | Plumas & Paetês     | Carnavalesco (Clovis Costha)                                                  | Série D    | [ 30 ] |